# Núcleos pulvinares
El pulvinar es el más posterior de los núcleos del tálamo. Estrictamente hablando, es un agregado de varios núcleos, por lo que propiamente hay que hablar de núcleos pulvinares. Dentro del tálamo se sitúa en su zona lateral posterior, por fuera del brazo largo de la lámina medular interna.

## Divisiones
El pulvinar suele dividirse a su vez en núcleos oral, medial, lateral e inferior:
- El pulvinar oral tiene conexiones sobre todo con áreas corticales de asociación somatosensorial.
- El pulvinar lateral e inferior tiene amplias conexiones con áreas corticales de asociación visual.
- El pulvinar medial tiene amplias conexiones con áreas corticales de la circunvolución del cíngulo, del parietal posterior y áreas prefrontales.

## Función
Los núcleos pulvinares tienen conexiones recíprocas con áreas de asociación de la corteza cerebral, tanto de los lóbulos parietal, occipital y temporal. Se cree que el pulvinar está asociado con la integración de estimulación sensorial con la finalidad de permitir que se haga una comprensión adecuada de cada experiencia vivida.